# Liste der Biografien/Heiz
Liste der Biografien |
Portal Biografien |
Personensuche
# |
A |
B |
C |
D |
E |
F |
G |
H |
I |
J |
K |
L |
M |
N |
O |
P |
Q |
R |
S |
T |
U |
V |
W |
X |
Y |
Z |
?
 
Ha |
Hd |
He |
Hi |
Hj |
Hk |
Hl |
Hm |
Hn |
Ho |
Hr |
Hs |
Ht |
Hu |
Hv |
Hw |
Hy
 
Hea |
Heb |
Hec |
Hed |
Hee |
Hef |
Heg |
Heh |
Hei |
Hej |
Hek |
Hel |
Hem |
Hen |
Heo |
Hep |
Heq |
Her |
Hes |
Het |
Heu |
Hev |
Hew |
Hex |
Hey |
Hez
 
Heia |
Heib |
Heic |
Heid |
Heie |
Heif |
Heig |
Heij |
Heik |
Heil |
Heim |
Hein |
Heip |
Heir |
Heis |
Heit |
Heix |
Heiz
Die Liste der Biografien führt alle Personen auf, die in der deutschsprachigen Wikipedia einen Artikel haben. Dieses ist eine Teilliste mit 24 Einträgen von Personen, deren Namen mit den Buchstaben „Heiz“ beginnt.

## Heiz
- Heiz, Adolf (1892–1959), deutscher Politiker (DPS), MdL
- Heiz, André Vladimir (* 1951), Schweizer Schriftsteller, Dozent für Semiotik und Designtheoretiker
- Heiz, Bruno (1918–2012), Schweizer Maler
- Heiz, Patrick (* 1973), Schweizer Architekt und Universitätsprofessor

### Heize
- Heizei (774–824), 51. Tennō von Japan (806–809)
- Heizer, Albert (1905–2003), deutscher Jurist und Alpinist
- Heizer, Michael (* 1944), US-amerikanischer Künstler
- Heizer, Miles (* 1994), US-amerikanischer SchauspielerMiles Heizer (* 1994)

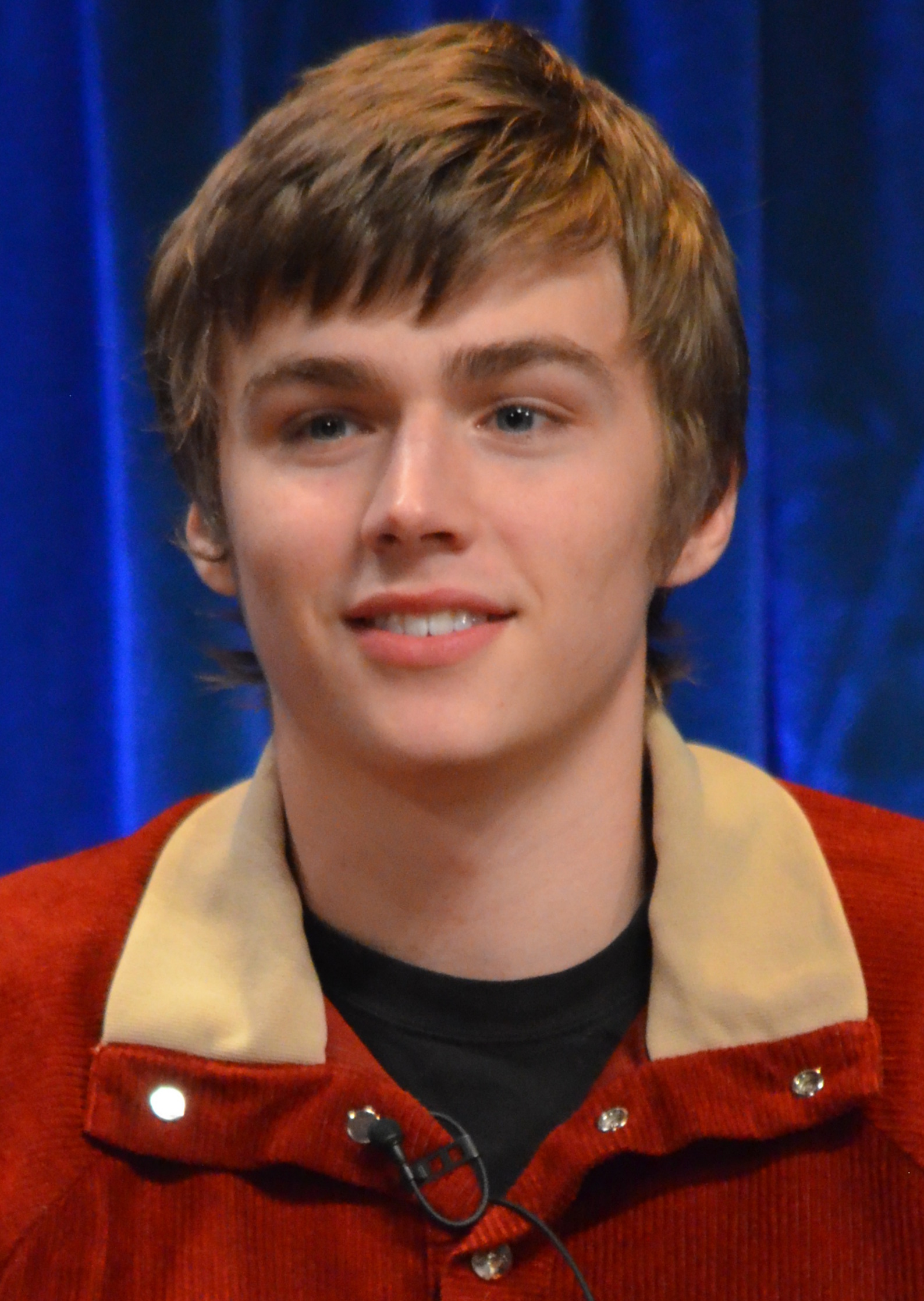
Miles Heizer (* 1994)

- Heizer, Peter (* 1977), US-amerikanisch-deutscher Basketballspieler

### Heizi
- Heizinger, Stefan (* 1975), österreichischer bildender Künstler und Kulturtätiger

### Heizm
- Heizmann, Adolf (1911–2002), Schweizer Lehrer und Schriftsteller
- Heizmann, Alfred (1949–2017), deutscher Lehrer, Mundartdichter und Fasnachtsredner
- Heizmann, Elmar P. J. (* 1943), deutscher Paläontologe und Zoologe
- Heizmann, Elnathan (* 1982), deutscher Radrennfahrer
- Heizmann, Gertrud (1905–1992), Schweizer Kinder- und Jugendbuchautorin
- Heizmann, Hella (1951–2009), deutsche Sängerin, Gesangspädagogin, christliche Liedermacherin und Kirchenliederdichterin
- Heizmann, Jeanpierre (* 1937), schweizerisch-deutscher Regisseur, Autor, Maler und Komponist
- Heizmann, Klaus (* 1944), deutscher Pianist, Dirigent und Musicalautor
- Heizmann, Marcel André (* 1977), deutscher Schauspieler, Sänger, Drehbuchautor
- Heizmann, Melanie (* 1972), deutsche Sängerin und Musikproduzentin
- Heizmann, Patric (* 1974), deutscher Fitness- und Ernährungsexperte, Personal Trainer und diplomierter Sportmanager
- Heizmann, Wilhelm (* 1953), deutscher germanistischer und skandinavistischer Mediävist und Runologe
- Heizmann, Wolfgang R. (* 1949), deutscher medizinischer Mikrobiologe
- Heizmann-Leucke, Dagmar (1967–2020), deutsche Verlegerin, Musikerin, Dirigentin von Kinderchören und Texterin in der christlichen Musikszene